# Hernando de Acuña

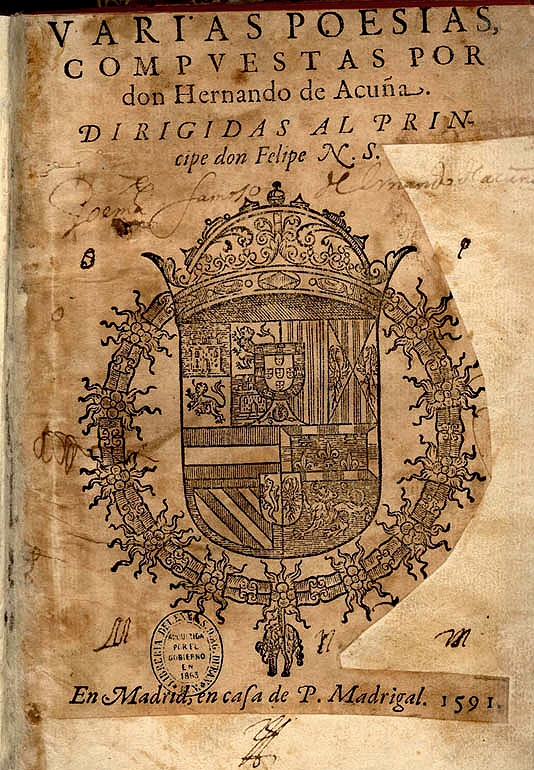
Diverses poesies compostes per don Hernando d'Acuña, Madrid, P. Madrigal, 1591.

Diego Hernando d'Acuña (Valladolid, 1518 - Granada, 22 de juny de 1580) va ser militar i poeta castellà petrarquista del Renaixement.

## Biografia
D'origen noble, es va dedicar a les armes i va combatre com a soldat a Itàlia sota les ordres del marquès del Vasto amb qui va participar en la guerra del Piemont cobrint la plaça deixada pel seu difunt germà Pedro, i a Alemanya. Va cantar a dues dames, les Silvia i Galatea dels seus versos durant la seva estada cap a 1543 al Ticino. Detingut pels francesos fou rescatat per l'emperador, qui el va nomenar governador de Querasco. Finalment va participar en la famosa batalla de Sant Quintín.
Sobre 1560 deixa la vida militar i es trasllada a Castella, casant-se amb una cosina seva anomenada Juana de Zúñiga i instal·lant-se a Granada, on al costat de don Diego Hurtado de Mendoza va exercir la seva influència sobre els poetes joves.

## Obres
Pertany a la primera generació de poetes castellans petrarquistas del Renaixement. Va mantenir amistat amb Garcilaso de la Vega, qui li va dedicar un epigrama en llatí poc abans de morir que va ser imprès en la primera edició de El caballero determinado. Traductor d'obres clàssiques de grans escriptors llatins i italians (l'Orlando de Boyardo). És conegut pels seus sonets, les seves èglogues i elegies, algunes d'elles dedicades a l'Emperador Carles I del Sacre Imperi Romanogermànic, tema del seu famós sonet "Ya se acerca, señor, o ya es llegada", que es va fer famós per un dels seus versos, que resumeix l'ideal polític de Carles I: "Un monarca, un imperi i una espasa". També va posar en quintets dobles El cavaller determinat d'Olivier de la Marxa, obra traduïda en prosa pel seu amic, el propi emperador Carles I.
La seva vídua va publicar a Madrid a la seva mort les seves Varias poesias en 1591, un cançoner petrarquista afí als publicats per poetes de la seva generació com Garcilaso de la Vega o Juan Boscán.